# آلبرت بنجاکو
آلبرت بنجاکو (انگلیسی: Albert Bunjaku؛ زادهٔ ۲۹ نوامبر ۱۹۸۳) یک بازیکن فوتبال اهل سوئیس است.
وی همچنین در تیم ملی فوتبال سوئیس بازی کرده‌است.